# Младият Сарутоби Сасуке
„Младият Сарутоби Сасуке“ (на японски: 少年猿飛佐助; на английски: Magic Boy) е японски пълнометражен анимационен филм от 1959 година.

## Сюжет
В средновековна Япония момче на име Сасуке живее в гората заедно със своята сестра и няколко животни от различни породи. Един ден орел грабва едно от животните и го хвърля в близкото езеро. Сасуке и останалите животни скачат в езерото, за да го спасят. Тогава се появява гигантски саламандър и убива едно от животните. Сасуке опитва да се сражава с чудовището, но е победен. Звярът излиза от водата и показва истинската си същност – женски демон на име Якуша. Сестрата на Сасуке му казва, че Якуша е превърната в саламандър от велик магьосник преди хилядолетие. Сега обаче тя е придобила вече огромна сила и си връща формата на жена. Над Япония ще надвисне царство на терора. Сасуке решава да открие великия магьосник, за да се научи как да се сражава срещу Якуша, да спаси Япония и да отмъсти за загиналия си домашен любимец.

## В ролите
Персонажите във филма са озвучени с гласовете на:
- Теруо Миязаки като Сарутоби Сасуке
- Харуе Акаджи като Омон Яямата
- Хироко Сакурамачи като Ою
- Кацуо Накамура като Юкимура Санада
- Кенджи Усуда като Тозава Хакуун
- Рюеи Ито като Окера но Кинта
- Шунджи Сакаи като Бата но Мийоши
- Томоко Мицушима като Океи-чан
- Йошио Йошида като Гонкурьо